# Radiotelefonia
Radiotelefonia – rodzaj łączności telefonicznej, w której urządzenia – radiotelefony – przesyłają sygnały za pomocą fal radiowych.